# 柳州两面针股份有限公司
柳州两面针股份有限公司（上交所：600249）是總部位於中華人民共和國廣西壯族自治區柳州市的一家中藥牙膏生產企業。

## 历史
歷史可以追溯到1941年成立的亞洲枧廠等5家肥皂廠。1978年至1980年，柳州牙膏廠成立。1994年，柳州两面针股份有限公司成立。2004年在上海證券交易所上市。

## 外部連結
- 官方网站